# Mapandan
Mapandan est une municipalité de la province de Pangasinan, aux Philippines.